# Malpartida (Castela e Leão)
Malpartida é um município da Espanha na província de Salamanca, comunidade autónoma de Castela e Leão, de área 10,30 km² com população de 133 habitantes (2005) e densidade populacional de 13,52 hab/km².

## Demografia
| Variação demográfica do município entre 1991 e 2004 | Variação demográfica do município entre 1991 e 2004 | Variação demográfica do município entre 1991 e 2004 | Variação demográfica do município entre 1991 e 2004 |
| --------------------------------------------------- | --------------------------------------------------- | --------------------------------------------------- | --------------------------------------------------- |
| 1991                                                | 1996                                                | 2001                                                | 2005                                                |
| 197                                                 | 175                                                 | 138                                                 | 133                                                 |